# Cappella della Madonna della Neve (Piombino)
La cappella della Madonna della Neve o della Madonna del Desco è un edificio sacro che si trova in via del Desco a Piombino.

## Storia e descrizione
La prima notizia documentaria della cappella risale al 1499, quando fu eletto un operaio addetto alla manutenzione. Era anticamente posta fuori dalle mura urbane, in aperta campagna, ed era sede di un ospedale o lazzaretto resosi protagonista nel corso della grande peste del 1630.
L'aspetto attuale è frutto di numerose trasformazioni, anche se restano ben leggibili la struttura originaria ad aula unica con volte a crociera sorrette da peducci in marmo e il restringimento della larghezza verso l'altare maggiore, un espediente finalizzato a creare l'impressione di maggiore ampiezza ad un edificio di limitate dimensioni.
Il convento attiguo risale al XVII secolo. Nel 1925 la volta della cappella fu decorata da Luigi Arcangeli, che realizzava nello stesso anno anche la pala d'altare in stile tardo gotico. Attualmente ospita una comunità di suore dell'ordine fondato da Madre Teresa di Calcutta.